# Norrahammars IK
Norrahammars IK (NIK), bildad 27 februari 1933 under dåvarande namnet Södra bandyklubben, är en idrottsförening i Norrahammar i Jönköpings kommun, Sverige.
Klubben bildades som en utbrytning ur Norrahammars GIS, och fick egen hemmaplan på Målövallen från 1936, för att 1953 flytta till Åsavallen. I fotboll spelade klubbens herrar i Division III 1974 , och höll sig kvar innan man föll ur serien 1975 ,. Ishockey började klubben utöva 1946, och i slutet av 1940-talet byttes den tidigare bandyverksamheten ut mot ishockey. 1966 slogs ishockeysektionen samman med Tabergs SK och blev HC Dalen. Sedan slutet av 1960-talet bedriver klubben enbart fotboll och motionsgymnastik. I fotboll bedriver klubben såväl herr- som damlag samt ungdomsfotboll i samarbetet Norrahammars Fotboll. Dessutom har man en livaktig barnverksamhet i form av Boll-i-Bompa för de allra yngsta. Den 25 oktober 2008 firade klubben 75-årsjubileum med en medlemsfest i Folkets Hus, Norrahammar. Gästade gjorde bland annat Daniel Karlsson som spelade och sjöng för sina idrottsvänner. En annan idrottsprofil som har sin fotbollsbakgrund i föreningen är den nu tragiskt bortgångne och förre HV71 målvakten Stefan Liv som under sina ungdomsår spelade fotboll i föreningen.
2012 har föreningen följande lag i seriespel i Småland: A-, B-, damlag på seniorsidan samt P95-, 2 st. P97-, P99-, P01-, P02-, P03-, F99-, 2 st. F00-, F01-, F02-lag på ungdomssidan.
Utöver detta drivs fotbollsskola för P/F04-06 samt BOLL-i-Bompa (lek med boll för P/F07-09). Totalt finns mellan 250 och 300 aktiva fotbollskillar & tjejer i NIK!

## Ordföranden
- 1933-1943 - Rudolf Klaesson
- 1944-1950 - Sven-Erik "Bullen" Kvarnström
- 1951 - Tore Johansson
- 1952-1984 - Sven-Erik "Bullen" Kvarnström
- 1985-2010 - Jan-Erik Bladh
- 2011- Patric Eriksson